# Challenger de Guadalupe
El torneo Orange Open Guadeloupe es un torneo profesional de tenis. Pertenece al ATP Challenger Series. Se juega desde el año 2011 sobre pistas duras, en Le Gosier, Guadalupe (Francia).

## Palmarés

### Individuales
| Año  | Campeón                | Finalista         | Resultado       |
| ---- | ---------------------- | ----------------- | --------------- |
| 2016 | Malek Jaziri           | Stefan Kozlov     | 6–2, 6–4        |
| 2015 | Édouard Roger-Vasselin | Ruben Bemelmans   | 6-0, 6-2        |
| 2014 | Steve Johnson          | Kenny de Schepper | 6-1, 6-75, 7-62 |
| 2013 | Benoît Paire           | Sergiy Stakhovsky | 6-4, 5-7, 6-4   |
| 2012 | David Goffin           | Mischa Zverev     | 6-2, 6-2        |
| 2011 | Olivier Rochus         | Stéphane Robert   | 6-2, 6-3        |

### Dobles
| Año  | Campeones                             | Finalistas                       | Resultado        |
| ---- | ------------------------------------- | -------------------------------- | ---------------- |
| 2016 | James Cerretani Antal Van Der Duim    | Austin Krajicek Mitchell Krueger | 6–2, 5–7, [10–8] |
| 2015 | James Cerretani Antal Van Der Duim    | Matwé Middelkoop Wesley Koolhof  | 7-5, 6-0         |
| 2014 | Tomasz Bednarek Adil Shamasdin        | Gero Kretschmer Michael Venus    | 7-5, 6-75, 10-8  |
| 2013 | Dudi Sela Jimmy Wang                  | Philipp Marx Florin Mergea       | 6-1, 6-2         |
| 2012 | Pierre-Hugues Herbert Albano Olivetti | Paul Hanley Jordan Kerr          | 7-5, 1-6, 10-7   |
| 2011 | Riccardo Ghedin Stéphane Robert       | Arnaud Clément Olivier Rochus    | 6-2, 5-7, 10-7   |